# Un baiser aux enchères
Pour plus de détails, voir Fiche technique et Distribution.
Un baiser aux enchères (titre original : Ungeküßt soll man nicht schlafen gehn) est un film autrichien réalisé par E. W. Emo sorti en 1936.

## Synopsis
En tant que majordome, Ferdinand Unterleitner n'a pas la vie facile dans la maison du célèbre producteur de disques Fritz Wiesinger. Alors que son neveu Franz Angerer, majordome comme lui, vient lui rendre visite de façon inattendue, son patron croit que l'invité surprise est le manager de la grande actrice de cinéma Edda Vivian. Au fur et à mesure que le film avance, la confusion grandit.

## Fiche technique
- Titre : Un baiser aux enchères
- Titre original : Ungeküßt soll man nicht schlafen gehn
- Réalisation : E. W. Emo
- Scénario : Fritz Koselka
- Direction artistique : Julius von Borsody
- Photographie : Harry Stradling Sr.
- Montage : Elisabeth Neumann
- Musique : Robert Stolz
- Son : Herbert Janeczka
- Producteur : Oskar Glück
- Sociétés de production : Projektograph Film
- Société de distribution : Kiba Kinobetriebsanstalt
- Pays d'origine :  Autriche
- Langue : allemand
- Format : Noir et blanc - 1,37:1 - Mono - 35 mm
- Genre : Comédie
- Durée : 85 minutes (1 h 25)
- Dates de sortie :
  - Autriche : 27 février 1936.
  - Finlande : 9 août 1936.
  - Allemagne : 25 août 1936.
  - Hongrie : 9 décembre 1936.
  - France : 12 novembre 1937[1].
  - Suède : 28 octobre 1940.

## Distribution
- Heinz Rühmann : Franz Angerer
- Liane Haid : Edda Vivian
- Theo Lingen : Toni Miller, producteur de cinéma
- Hans Moser : Fritz Wiesinger, producteur de musique
- Annie Rosar : Lydia, la femme de Wiesinger
- Susi Lanner : Dorrit, la fille de Wiesinger
- Iván Petrovich : Le prince Carlo Alba
- Karl Hellmer : le majordome Ferdinand Unterleitner

## Crédit d'auteurs
- (de) Cet article est partiellement ou en totalité issu de l’article de Wikipédia en allemand intitulé « Ungeküßt soll man nicht schlafen gehn » (voir la liste des auteurs).